# James Rolph
James Rolph Jr. (ur. 23 sierpnia 1869 w San Francisco, zm. 2 czerwca 1934 w hrabstwie Santa Clara) – amerykański polityk, działacz Partii Republikańskiej, przedsiębiorca, brat polityka Thomasa Rolpha.

## Działalność polityczna
W latach 1912–1931 był burmistrzem San Francisco. Od 1931 do śmierci pełnił funkcję gubernatora Kalifornii. Od 1933 do końca życia zajmował stanowisko przewodniczącego Narodowego Stowarzyszenia Gubernatorów.
26 czerwca 1900 poślubił Annie Reid. Para miała troje dzieci.